# Ultraseven
Ultraseven (jap. ウルトラセブン Urutorasebun) – japoński serial tokusatsu, trzecia odsłona Ultra Serii stworzona przez Eijiego Tsuburayę i jego studio Tsuburaya Productions. Emitowany był na kanale TBS od 1 października 1967 do 8 września 1968 roku, składał się z 49 odcinków. Jest bezpośrednią kontynuacją Ultramana nakręconą na fali popularności poprzednika. Mimo to Ultraseven cieszył się od niego większą popularnością i przez wielu fanów sagi jest uważany za jedną z najlepszych serii. Jest to ponadto ostatni serial o Ultramanie wyprodukowany za życia Eijiego Tsuburayi.

## Fabuła
Akcja serii toczy się w roku 1967. Ziemia jest wciąż nękana przez gigantyczne potwory przybyłe z kosmosu. Aby chronić planetę przed monstrami zostaje powołana specjalna drużyna zwana Ultra Gwardią. W skład dowodzonej przez komandora Kiriyamę grupy wchodzą wesoły osiłek Shigeru Furuhashi, strateg Amagi, strzelec wyborowy Soga, a także łączniczka i pielęgniarka Anne Yuri będąca jedyną kobietą w drużynie. Do Ultra Gwardii postanawia dołączyć tajemniczy młodzieniec o nazwisku Dan Moroboshi. Dan jest tak naprawdę tytułowym Ultrasevenem, następcą Ultramana pochodzącym z Krainy Światła w Mgławicy M-78. Zadaniem Ultrasevena jest powstrzymanie inwazji kosmitów i ocalenie Ziemi.

## Obsada
- Dan Moroboshi: Kōji Moritsugu
  - Ultraseven: Kōji Uenishi
- Kaoru Kiriyama: Shōji Nakayama
- Amagi: Bin Furuya
- Shigeru Furuhashi: Sandayū Dokumamushi
- Soga: Shinsuke Achiha
- Anne Yuri: Yuriko Hishimi